# داوید وینفلت
داوید وینفلت (هلندی: David Wijnveldt; ۱۵ دسامبر ۱۸۹۱ – ۲۸ مارس ۱۹۶۲) بازیکن فوتبال اهل هلند بود.